# IMKA
IMKA ist die Abkürzung für Interministerieller Koordinierungsausschuss für die Informationstechnik in der Bundesverwaltung.
Der Interministerielle Koordinierungsausschuss für die Informationstechnik in der Bundesverwaltung (IMKA) ist für die Beratung der obersten Bundesbehörden in Dingen der Informationstechnologie verantwortlich. Der Ausschuss bildet ein Forum zum Austausch von Erfahrungen und fördert die Zusammenarbeit von Behörden. Eine seiner Aufgaben besteht in der Beratung von Entwürfen beziehungsweise allgemeiner Regelungen und Empfehlungen zum IT-Einsatz.
Zum IMKA gehören die IT-Verantwortlichen aller obersten Bundesbehörden.
Ein Vertreter des Bundesbeauftragten für Wirtschaftlichkeit in der Verwaltung (BMV) ist in beratender Funktion dabei.
Den Vorsitz der IMKA hat die KBSt inne.
Der IMKA erfüllt die Aufgabe der Beratung in IT-Angelegenheiten allgemeiner Bedeutung für die Bundesverwaltung und bei Bedeutung für mehrere oberste Bundesbehörden. Weiterhin werden Entwürfe allgemeiner Regelungen und Empfehlungen beraten sowie die Angelegenheiten des KoopA ADV (Kooperationsausschuss Automatisierter Datenverarbeitung Bund/Länder/Kommunaler Bereich).

## Auflösung
Durch die Auflösung der KBSt, 2007, in den CIO Bund, wurde auch der IMKA aufgelöst.